# Bakh in Ariadna
Bakh in Ariadna (1522–1523) je Tizianova oljna slika. Je ena iz cikla slik na mitološke teme, izdelanih za Alfonsa I. d'Esteja, vojvodo Ferrarskega, za Camerino d'Alabastro – zasebno sobo v njegovi palači v Ferrari, okrašeno s slikami na podlagi klasičnih besedil. Predplačilo je prejel Rafael, ki je prvotno imel naročilo za temo zmagoslavja Bakha.
V času Rafaelove smrti leta 1520 je bila dokončana samo predhodna risba. Naročilo je bilo nato predano Tizianu. V primeru Bakha in Ariadne je tema izhajala iz rimskih pesnikov Katula in Ovida.
Slika, ki velja za eno največjih Tizianovih del, zdaj visi v Narodni galeriji v Londonu. Druge pomembnejše slike v ciklu so Praznik bogov, večinoma Giovannija Bellinija, zdaj v Narodni galeriji umetnosti v Washingtonu, D. C, ter Tizianova Bakanalija Andrijanov in Čaščenje Venere, obe zdaj v muzeju Prado, Madrid.

## Opis
Ariadno so pustili na otoku Naksos, ki ga je zapustil njen ljubimec Tezej, čigar ladja je plula skrajno levo. Na obali jo odkrije bog Bakh, ki vodi procesijo veseljakov v kočiji, ki jo vlečeta dva geparda. Ti so bili verjetno oblikovani po vzoru tistih v vojvodovi menažeriji in so bili v Ovidovem izvirnem besedilu tigri. Bakh je upodobljen v zraku, ko skoči iz kočije, da bi zaščitil Ariadno pred temi zvermi. Na nebu nad likom Ariadne je zvezdno ozvezdje Corona Borealis, Severna krona.
Obstajata dve možni različici zgodbe, obe segata nazaj do Ovida. V svojih Metamorfozah Ovid Bakhu vrže Ariadnino krono v nebo, kjer se spremeni v ozvezdje Severna krona. V Ars Amatoria Bakh Ariadni obljubi celotno nebo, kjer bi nato postala ozvezdje Severna krona.
Na spletni strani Narodne galerije piše, da na sliki »Bakh, bog vina, s svojimi privrženci izstopa iz pokrajine na desni. Ko se na prvi pogled zaljubi v Ariadno, skoči s svojega voza, ki ga vlečeta dva geparda, ji naproti. Ariadno je na grškem otoku Naksos zapustil Tezej, čigar ladja je prikazana v daljavi. Slika prikazuje njen začetni strah pred Bakhom, vendar jo je dvignil v nebesa in spremenil v ozvezdje, ki ga predstavljajo zvezde nad njenimi glavami.«
Kompozicija je diagonalno razdeljena na dva trikotnika, enega modrega neba, z uporabo dragega ultramarin pigmenta, in še vedno, razen za dva zaljubljenca, ujeta v gibanju, drugi pa je nemir gibanja in pretežno zelene/rjave barve. Privrženca Bakha, ki se bori s kačo, včasih napačno povezujejo s starinsko skulpturo Laokonta in njegovih sinov, ki so jih ubile kače. Ta kip je bil nedavno odkrit v Rimu. Toda satir na Tizianovi sliki ni v smrtni bitki s kačami, temveč se le opaše z njimi, kot je opisano v izvirnem besedilu Katula. Španjel kralja Karla, ki laja na dečka satira, je pogost motiv v Tizianovih delih in je bil verjetno dvorni ljubljenček. Zlato žaro z umetnikovim podpisom (TICIANVS) je morda poznal tudi vojvoda kot eno od starin v njegovi zbirki.
Analizo pigmentov, ki jih je Tizian uporabil na tej sliki, so izvedli znanstveniki v Narodni galeriji v Londonu in ta analiza je prikazana na ColourLex.

## Obnova
Platno, na katerem sta naslikana Bakh in Ariadna, je bilo v prvem stoletju svojega obstoja dvakrat zvito, kar je pustilo posledice na sliki. Od preloma 19. stoletja naprej so jo pogosto restavrirali, da bi preprečili luščenje barve, pri čemer je bila najbolj kontroverzna restavracija, ki so jo izvedli v Narodni galeriji med letoma 1967 in 1968. To je močno posvetlilo površino slike in prišlo do presenečenja za mnoge gledalce, ki so vajeni težkega laka. Ko so odstranili razbarvani lak, ki je ležal neposredno na površini barve, se je odlepilo tudi nekaj same barve in bilo je potrebno ponovno barvanje.
Zaradi tega so nekateri kritiki ugotovili, da je prostranstvo modrega neba na levi strani, eno najhuje prizadetih področij slike, videti ravno in bledo. Trdili so tudi, da je bila zaradi odstranitve laka slika tonsko neuravnotežena, saj je Tizian verjetno dodal nekaj subtilnih glazur na barvno površino, da bi omilil nekatere bolj močne barve. V Narodni galeriji trdijo, da je bila to neizogibna škoda, saj so nabrane plasti poznejšega laka porjavele in zamazale sliko ter jih je bilo treba odstraniti. Novejše raziskave so potrdile, da barva ostaja večinoma originalna.

## Druge slike
V muzejskih zbirkah je veliko drugih slik na to temo, vključno z naslednjimi:
- Giovan Battista Pittoni (1720-25), v Louvru
- Guido Reni (Los Angeles)
- Ferdinand Bol, Ermitaž
- Eustache Le Sueur, bostonski MFA
- Sebastiano Ricci, hiša Chiswick
- Jacopo Tintoretto, Bakh, Venera in Ariadna, Doževa palača, Benetke.
- Kopija Tizianove slike Nicolasa Poussina je del zbirke na gradu Alnwick.

## V popularni kulturi
John Keats je aludiral na to sliko (ki je bila leta 1806 prinesena v Anglijo) v svoji Odi slavcu (»Proč! Proč! ker bom letel k tebi, Ne vozijo Bakh in njegovi pardi«) in v Lamiji (»Na grebenu je nosila bled ogenj / Posuta z zvezdami, kot Ariadnina tiara«).
Letitia Elizabeth Landon v svoji pesmi Bacchus and Ariadne, ki je bila prvič objavljena leta 1822, opisuje to delo kot »Dramski prizor«, ki je dialog med Leonardijem in Alvineom.
Slika je bila osnova za naslovnico albuma God Shuffled His Feet rock skupine Crash Test Dummies.
Indonezijski skladatelj Ananda Sukarlan je ustvaril glasbeno delo za flavto in klavir Reševanje Ariadne, potem ko ga je navdihnila Tizianova slika v londonski Narodni galeriji.
Anita Brookner v svojem romanu Misalliance namiguje na Tizianovo sliko in opisuje srečanje med Ariadno in Bakhom kot »ekstatični trenutek prepoznavanja […], ki je tako takojšen, da se Bacchusova noga ni imela časa dotakniti tal, ko je skočil iz njegovega voza, tako pretresljivega, da je Ariadna dvignila protest.«